# Anton Fuchs
Anton Fuchs (Múnic, 1849 – 1925) fou un baríton i director d'escena alemany. Assolí gran anomenada, encara més que com a cantant, com a director d'escena de l'Òpera de Múnic, i de les representacions wagnerianes de Bayreuth.